# Vidocq (Film)
Vidocq ist ein französischer Mystery-Thriller mit (pseudo-)historischem Hintergrund des Regisseurs und Visual-Effects-Spezialisten Pitof aus dem Jahr 2001. Der Film erzählt einen fiktiven Fall des Kriminalisten Eugène François Vidocq, der von Gérard Depardieu dargestellt wird. In Deutschland wurde der Film erstmals am 28. Juli 2002 im Rahmen des Fantasy Filmfests gezeigt.

## Handlung
Paris 1830: In einer Glasbläserei kommt es zu einer Konfrontation zwischen Frankreichs bestem Detektiv Vidocq und einer Person, die eine verspiegelte Maske trägt. Vidocq unterliegt im Kampf und verlangt, sich an der Kante eines Feuerschachtes festhaltend, das Gesicht des Maskierten zu sehen. Dann stürzt Vidocq in den Schacht und die Presse verkündet seinen Tod.
Politische Unruhen verbreiten sich unterdessen in den Straßen und das Volk bereitet Aufstände vor. Kurz nach Vidocqs vermeldetem Tod erscheint der junge Journalist Etienne Boisset bei Vidocqs Partner Nimier und gibt sich ihm als Vidocqs offizieller Biograph zu erkennen, der die Umstände von Vidocqs Tod aufklären möchte.
Nimier berichtet, wie an einem Gewittertag die Herren Belmont und Veraldi, ein Waffenproduzent und ein Chemiker, von Blitzen getroffen wurden und bis auf die Knochen verbrannten. Die Polizei ging von einem politischen Mord aus und fürchtete ein Attentat auf den König Karl X. Aufgrund von Arbeitsüberlastung übertrug der Polizeipräfekt seinem ehemaligen Ermittler Vidocq und dessen Partner den Fall.
Bei einem Besuch der Waffenschmiede Belmonts wurden sie Zeuge eines Unfalls, bei dem ein Arbeiter Feuer fing. Der Fabrikleiter erklärte dies durch Sprengstoffreste auf der Kleidung. Auf die Vermutung der Detektive, auch auf der Kleidung von Belmont hätten sich solche Sprengstoffreste befunden, erwiderte der Leiter, dessen Kleidung sei immer von Wäscherinnen durchgebürstet worden. Vidocq und Nimier erfuhren, dass für die Kleidung von Belmont ein Schwarzafrikaner zuständig war. Dieser gab zu, auf das Ausbürsten der Mäntel von Belmont und Veraldi verzichtet zu haben, da er einen mit Blut geschriebenen Brief erhalten habe, der ihn dazu aufgefordert hätte.
Vidocq fand durch ein Experiment und Untersuchung der Verbrannten heraus, dass die Blitze mittels eines goldenen Kamms einer Chinesin im Hut der Verbrannten gezielt auf die Personen abgeleitet wurden.
Etienne erfährt von Nimier noch, dass Vidocq die Ermittlungen fortan alleine weitergeführt habe, bevor Nimier einschläft. Unterdessen untersuchen die Ermittlungsbehörden den Tod Vidoqcs in der Glasbläserei. Die Umstände bleiben jedoch im Dunkeln.
Etienne verschafft sich erneuten Zutritt zur Detektei Vidocqs und findet dort die goldenen Kämme, die ihn zur Tänzerin Préah führen. Sie erzählt ihm, Vidocq gekannt zu haben. Nachdem er sie mit seinen Erkenntnissen konfrontiert hatte, gestand sie ihm, die Kämme in die Hüte ihrer Kunden Belmont und Veraldi versteckt zu haben, da sie per Brief dazu aufgefordert worden sei und dass sie dies außerdem beim Arzt Ernest Lafitte, dem Direktor des Invalidendoms, getan habe, ohne von den Folgen gewusst zu haben. Zusammen mit Vidocq fuhr sie zum Invalidendom, Vidocq konnte den Tod von Lafitte aber nicht mehr verhindern. Am Tatort entdeckte Vidocq eine Person mit einer verspiegelten Maske, die er verfolgte, aber nicht fassen konnte. Vidocq schloss aufgrund der Ermordung Lafittes einen politischen Mord aus und vermutete einen Racheakt.
Préah erzählt Etienne, dass die drei Ermordeten von ihrem Aussehen besessen waren, Vidocq perverse Hintergründe vermutet habe und sich deshalb in das Pariser Rotlichtviertel begeben habe, wohin sich nun auch Etienne begibt. Er trifft dort auf die Puffmutter Sylvia, die ihm erzählt, Belmont, Veraldi und Lafitte seien auf der Suche nach Jungfrauen gewesen, die sie ihnen aber nicht habe bieten können. Sie verweist ihn auf den Journalisten Froissard, der über die Absichten der drei Männer Bescheid wisse.
In den Aufzeichnungen Froissards findet Etienne Aussagen darüber, wie die drei Ermordeten junge Frauen gekauft haben. Als er von Froissard bei der Lektüre der Aufzeichnungen erwischt wird, erfährt er, dass die Spur in die Glasbläserei führe. Froissard erklärt, er habe beobachtet, wie die drei Männer die jungen Frauen mit Drogen abhängig gemacht haben und verweist auf Marine Laffite, die allerdings nach dem Tod ihres Mannes unter Drogeneinfluss stehe. Kurz danach wird Froissard vom Mann mit der verspiegelten Maske ermordet.
Die Ermittlungen zum Tod von Vidocq kommen indes nicht voran. Der Polizeipräfekt erfährt von seinem Mitarbeiter Tauzet, er habe Aussagen, wonach in der Glasbläserei ein Ungeheuer mit einem verspiegelten Gesicht sein Unwesen treibe. Der Präfekt tut dies als Legende ab.
Etienne besucht Marine Laffite in einer Opiumhöhle. Sie erzählt ihm, dass ihr Mann zusammen mit Belmont und Veraldi dem Wahn ewiger Jugend verfallen gewesen sei. Sie beobachtete sie bei einem Treffen, bei dem der Maskierte in Erscheinung trat und ihnen das Elixier der ewigen Jugend im Austausch gegen Jungfrauen anbot. Sie erzählt Etienne, bei dem Maskierten handle es sich um den Alchemisten. Die drei Männer hätten den Alchemisten acht Mal mit Jungfrauen beliefert, doch nachdem der Alchemist auch nach dem achten Mal kein Elixier geliefert hatte, habe ihr Mann aufgehört und sei deshalb ermordet worden, was sie auch Vidocq erzählt habe. Vidocq sei der Meinung gewesen, Lafittes Pferde hätten sich den Weg zum Labor des Alchemisten gemerkt. Kurz nach ihrer Beichte wird Marine Laffite vom Mann mit der verspiegelten Maske ermordet.
Tauzet sucht im Archiv nach den Aufzeichnungen über das Monster mit dem verspiegelten Gesicht und findet Legenden, die besagen, das Monster sauge die Seelen sterbender Menschen auf. Etienne verschafft sich unterdessen Zugang zu Vidocqs Privatarchiv, um sich der Aufzeichnungen über den weiteren Verlauf von Vidocqs Ermittlungen zu bemächtigen. Der Polizeipräfekt lässt Vidocqs Büro durchsuchen und Etienne festnehmen, der jedoch fliehen kann. Der Flüchtige findet aus den gestohlenen Unterlagen heraus, dass Vidocq das Labor des Alchemisten ausfindig machen konnte. Bei einer Konfrontation zwischen Vidocq und dem Alchemisten konnte er seine Maske zerschlagen, aber der Alchemist konnte fliehen. Vidocq fand heraus, dass der Alchemist das Blut der Jungfrauen nutzte, um das Material für seine Maske zu gewinnen, die dann in der Glasbläserei gegossen wurde.
Etienne wird von Nimier gefunden, der sagt, er sei auf einen Glasbläser gestoßen, der den Tod Vidocqs beobachtet habe. Zusammen mit Préah suchen sie die Glasbläserei auf, wobei sie von Tauzet gesehen werden. Die Polizei hat unterdessen die Leichen von Froissard und Marine Laffite gefunden und vermutet, der Alchemist wolle auch Etienne ermorden. Tauzet berichtet, Etienne sei auf dem Weg zur Glasbläserei.
Etienne, Nimier und Préah treffen den Glasbläser, der die Maske des Alchemisten angefertigt hat. Er erzählt ihnen, dass er gesehen hat, wie sich Vidocq absichtlich in den Feuerschacht fallen ließ. Etienne will dies nicht glauben. Der Glasbläser gibt sich schließlich als Vidocq selbst zu erkennen, der sich versteckte, nachdem er das Gesicht des Alchemisten gesehen hatte. Es ist Etienne, der nach seiner Aufdeckung seine Maske aufsetzt. Nimier schießt auf ihn, doch die Kugel prallt an der Maske ab und trifft Nimier.
Nach einem Kampf in einem Raum voller Spiegel verletzt der Maskierte Vidocq und nimmt daraufhin seine Maske ab. Vidocq kann den enttarnten Etienne schließlich mit einem Splitter eines Spiegels durchbohren und aus dem Fenster in die Seine werfen.
Auf einem Friedhof, bei Nimiers Beerdigung, erklärt der Polizeipräfekt, der König sei infolge der Julirevolution auf der Flucht und sein eigenes Schicksal offen. Der Film endet mit einem Schatten, der über das Friedhofstor zieht und der immer bei den Morden Etiennes erschien.

## Synchronisation
Für das Dialogbuch und die Dialogregie war Heinz Freitag im Auftrag der JohannisthalSynchron zuständig.
| Rolle               | Darsteller         | Synchronsprecher     |
| ------------------- | ------------------ | -------------------- |
| Vidocq              | Gérard Depardieu   | Manfred Lehmann      |
| Etienne Boisset     | Guillaume Canet    | Viktor Neumann       |
| Préah               | Inés Sastre        | Irina von Bentheim   |
| Lautrennes          | André Dussollier   | Wolfgang Condrus     |
| Sylvia              | Édith Scob         | Regine Albrecht      |
| Nimier              | Moussa Maaskri     | Jörg Hengstler       |
| Tauzet              | Jean-Pierre Gos    | Rüdiger Evers        |
| Marine Laffite      | Isabelle Renauld   | Heidrun Bartholomäus |
| Belmont             | Jean-Pol Dubois    | Eberhard Prüter      |
| Veraldi             | André Penvern      | Hasso Zorn           |
| Chef der Glasbläser | Fred Ulysse        | Hasso Zorn           |
| Lafitte             | Gilles Arbona      | Bodo Wolf            |
| Leviner             | Jean-Marc Thibault | Jürgen Kluckert      |
| Froissard           | François Chattot   | Gerhard Paul         |
| Gandin              | Akonio Dolo        | Michael Telloke      |

## Kritik
„Von den verzerrten Grimassen der rasant geschnittenen Eingangsszene bis zum Finale im Spiegelkabinett, in dem der Alchimist mit seinen eigenen Waffen zur Strecke gebracht wird, entsteht eine düstere Welt des Schreckens, ein Bilderbuch der Hässlichkeit, ein Anti-„Amélie“. Vor allem beim zentralen Element der Geschichte, der spiegelnden Maske des unbekannten Mörders, erreichen die Effekte eine faszinierende Brillanz.“

„In Rückblenden erzählte Recherche eines Detektivs, der 1830 mit Hilfe moderner wissenschaftlicher Methoden einem durchtriebenen Mörder auf die Schliche kommen will. Düsterer, aufwändig inszenierter Fantasy-Krimi nach historischen Ereignissen, dessen opulente Bilderwelt trotz ihrer programmatischen Hässlichkeit den Atem raubt.“

## Auszeichnungen
Vidocq wurde im Jahr 2001 beim Sitges Festival Internacional de Cinema de Catalunya als bester Film sowie in den Kategorien Make-Up, Original-Soundtrack, Visual Effects und mit dem Citizen Kane Award für die beste Enthüllung ausgezeichnet.
Weiterhin erhielt er 2002 beim Fantasporto-Festival den Großen Preis des europäischen Fantasyfilms in Silber sowie den Preis für die besten Spezialeffekte.

## Musik
Am Soundtrack von Vidocq waren unter anderem die finnische Gruppe Apocalyptica und Matthias Sayer beteiligt.